# Palicus floridanus
Palicus floridanus är en kräftdjursart som först beskrevs av M. J. Rathbun 1918.  Palicus floridanus ingår i släktet Palicus och familjen Palicidae. Inga underarter finns listade i Catalogue of Life.